# Abe Most

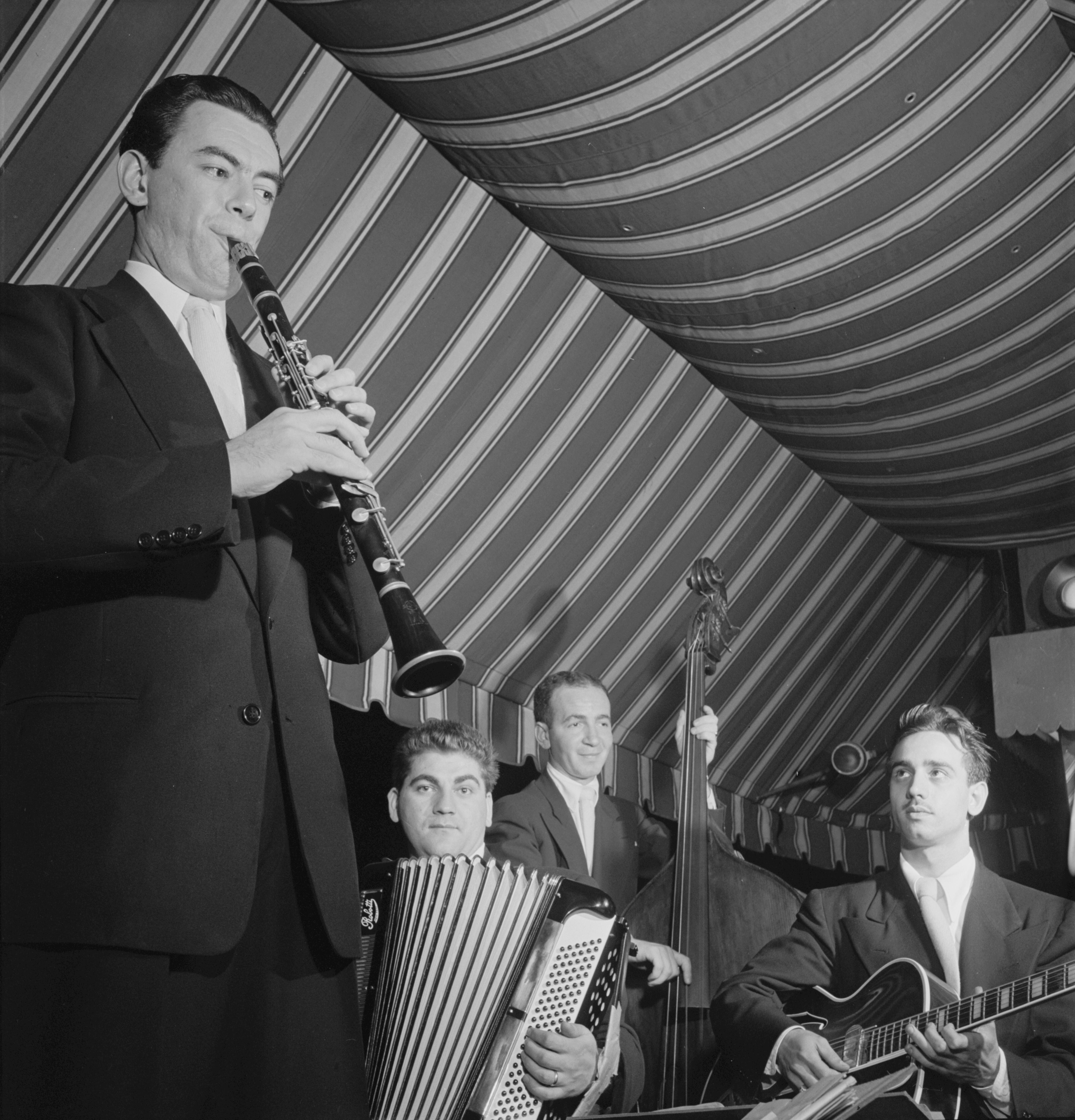
Abe Most (links), met Pete Ponti, Sid Jacobs en Jimmy Norton in Hickory House in New York (1947)

Abraham Elijah Most (New York, 27 februari 1920 – Los Angeles, 10 oktober 2002) was een Amerikaanse klarinettist,  altsaxofonist en fluitist in de swing.
Most, een broer van fluitist Sam Most, begon zijn muziekloopbaan in het orkest van Les Brown (1939-1941). Na zijn militaire dienst speelde hij kort bij Tommy Dorsey (1946) en leidde hij een eigen kwartet. Eind jaren veertig vertrok hij naar Los Angeles, waar hij als studiomuzikant werkte, onder meer bij Pete Rugolo (1952), Lyle Murphy (1955) en Billy Bean. Daarnaast speelde hij in lokale clubs (soms met zijn broer) en op jazzfestivals.
Most heeft verschillende platen als leider gemaakt, voor kleine labels. Hij heeft als sideman meegespeeld op platen van onder meer Ella Fitzgerald, Rosemary Clooney, Peggy Lee, Carmen McRae, Frank Sinatra, Doris Day, Dean Martin, Nancy Wilson, Casa Loma Orchestra, Joni Mitchell, Jaco Pastorius, B.B. King, The Beach Boys (de "Smile"-sessions), Randy Newman (Sail Away), Earth, Wind & Fire en Madonna.

## Discografie
- Abe Most, Trend Records, 1954
- Mister Clarinet, Liberty Records, 1955
- The Most (Abe, That Is), 1978 (SRI Records, 2005)
- Swing Low Sweet Clarinet (o.m. met Hank Jones, Jake Hanna en Sam Most), Camard Records, 1984 ('album pick' Allmusic)
- Live (o.m. met Eugene Wright), Camard Records,

- International Standard Name Identifier: 0000 0001 1461 2575
- Library of Congress Control Number: no00083998
- MusicBrainz: cf1a63fc-4eb3-45e4-a127-f7485f9b255a
- Nationale Bibliotheek van Tsjechië: ola2002157283
- Virtual International Authority File: 281442143